# Acervulinidae
Acervulinidae es una familia de foraminíferos bentónicos de la superfamilia Acervulinoidea, del suborden Rotaliina y del orden Rotaliida. Su rango cronoestratigráfico abarca desde el Paleoceno hasta la Actualidad.

## Clasificación
Acervulinidae incluye a los siguientes géneros:
- Acervulina
- Borodinia
- Discogypsina
- Gypsina
- Ladoronia
- Sphaerogypsina
- Wilfordia †

Otro género considerado en Acervulinidae y clasificado actualmente en otra familia es:
- Planogypsina, ahora en la Familia Planorbulinidae de la Superfamilia Planorbulinoidea

Otros géneros considerados en Acervulinidae son:
- Alanlordia
- Aphrosina, aceptado como Acervulina
- Excentrogypsina, aceptado como Sphaerogypsina
- Hemigypsina, aceptado como Gypsina
- Koskinobullina, de estatus incierto
- Solenomeris